# آچینی دی په‌په

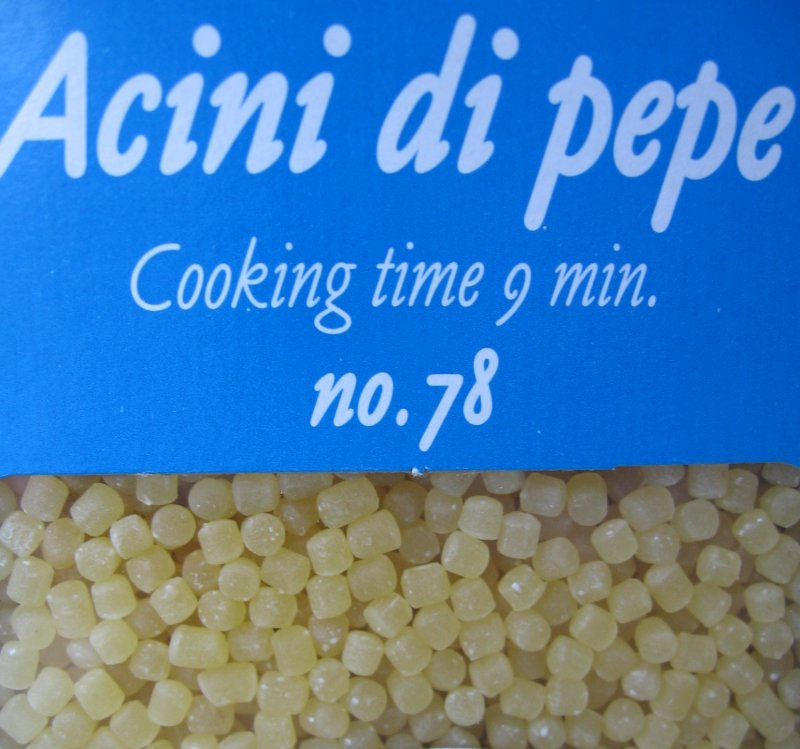
یک بسته پاستای آچینی دی په‌په

آچینی دی پِه‌پِه (به ایتالیایی: Acini di pepe) به‌معنای دانهٔ فلفل یکی از کوچکترین نوع‌های پاستاست که همان‌طور که از نامش بر می‌آید از نظر شکل و اندازه به دانهٔ فلفل شبیه بوده و معمولاً در آبگوشت‌های سبک و سوپ‌های مبتنی بر آب گوشت مورد استفاده قرار می‌گیرد.
برای خوردن پاستای آچینی دی په‌په از قاشق استفاده می‌شود.